# Rhamphomyia villosipes
Rhamphomyia villosipes är en tvåvingeart som beskrevs av Mario Bezzi 1905. Rhamphomyia villosipes ingår i släktet Rhamphomyia och familjen dansflugor. Inga underarter finns listade i Catalogue of Life.